# Peter Jerndorff-Jessen den ældre
Peter Jerndorff-Jessen den ældre (12. april 1853 - 24. maj 1942) var en dansk lærer, skoleinspektør og oversætter.
Jerndorff-Jessen oversatte fra midten af 1880'erne og til kort før sin død i 1942 et stort antal romaner og noveller fra engelsk til dansk. Disse tæller bl.a. Arthur Conan Doyles Sherlock Holmes-fortællinger og H. Rider Haggards Kong Salomons Miner.
Far til Peter Jerndorff-Jessen den yngre.